# John Allen Paulos

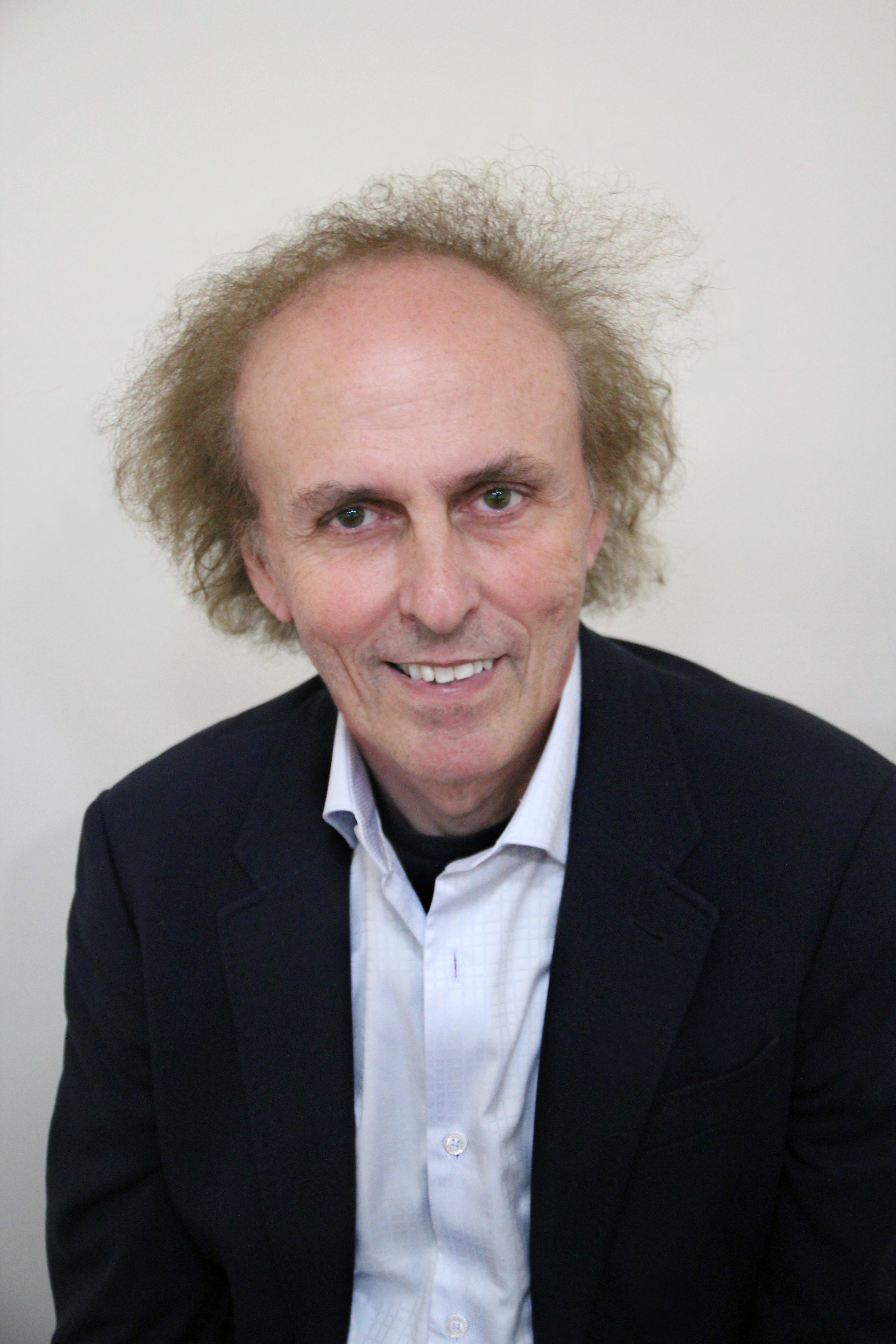
John Allen Paulos

John Allen Paulos is een Amerikaans wiskundige, hoogleraar aan de Temple University in Philadelphia, die voornamelijk bekend is geworden door zijn populairwetenschappelijke boeken, waaronder de bestseller Innumeracy, in het Nederlands vertaald als Ongecijferdheid.
Paulos heeft een doctoraat in de wiskunde van de University of Wisconsin-Madison en houdt zich als wiskundige vooral bezig met mathematische logica en waarschijnlijkheidsrekening.
- Bibsys: 90380676
- Biblioteca Nacional de España: XX1096364
- Bibliothèque nationale de France: cb12052826v (data)
- Catàleg d'autoritats de noms i títols de Catalunya: 981058608226006706
- CiNii: DA00571180
- Gemeinsame Normdatei: 129302449
- International Standard Name Identifier: 0000 0001 1634 3022
- Library of Congress Control Number: n80025668
- Mathematics Genealogy Project: 9318
- Bibliotheek van het Japanse parlement: 00452315
- Nationale Bibliotheek van Tsjechië: jo2010577594
- Nationale bibliotheek van Australië: 35153384
- Nationale Bibliotheek van Israël: 987007424020105171
- Nationale en Universitaire bibliotheek Zagreb: 000563631
- Nederlandse Thesaurus van Auteursnamen: 068215096
- Réseau des bibliothèques de Suisse occidentale: 02-A003675926
- Istituto Centrale per il Catalogo Unico: CFIV111590
- LIBRIS: 197141
- Système universitaire de documentation: 02875820X
- Virtual International Authority File: 46779540
- WorldCat: E39PBJcKG6cHwYKGFdRbCPxdQq